# Jacobsenia kolbei
Jacobsenia kolbei es una especie de planta suculenta perteneciente a la familia Aizoaceae.  Es originaria de Sudáfrica.

## Descripción
Es una pequeña planta suculenta perennifolia que alcanza un tamaño de 50 cm de altura a una altitud de 190 - 370  metros en Sudáfrica.

## Taxonomía
Jacobsenia kolbei fue descrito por (L.Bolus) L. Bolus & Schwantes y publicado en Notes Mesembryanthemum 3: 255, sub t. 90. 1954
Etimología
Jacobsenia: nombre genérico que fue nombrado en honor del botánico alemán Hermann Jacobsen que fue director técnico del Antiguo Jardín Botánico de Kiel.
kolbei: epíteto otorgado en honor del botánico Robert Wilhelm Kolbe.
sinonimia
- Mesembryanthemum kolbei L.Bolus[3]